# Australian Open 1972
L'Australian Open 1972 è stata la 60ª edizione dell'Australian Open e prima prova stagionale dello Slam per il 1972. Si è disputato dal 27 dicembre 1971 al 3 gennaio 1972 sui campi in erba del Kooyong Stadium di Melbourne in Australia. Il doppio misto non si è disputato.

## Risultati

### Singolare maschile
Ken Rosewall ha battuto in finale  Malcolm Anderson con il punteggio di 7–6(2), 6–3, 7–5

### Singolare femminile
Virginia Wade ha battuto in finale  Evonne Goolagong Cawley con il punteggio di 6–4, 6–4

### Doppio maschile
Owen Davidson /  Ken Rosewall hanno battuto in finale  Ross Case /  Geoff Masters per 3–6, 7–6, 6–2

### Doppio femminile
Helen Gourlay Cawley /  Kerry Harris hanno battuto in finale  Patricia Coleman /  Karen Krantzcke con il punteggio di 6–0, 6–4

### Doppio misto
Il doppio misto non è stato disputato tra il 1970 e il 1985.